# Waterside
Waterside je gradska četvrt u Derryju (Londonderry). Većinsko stanovništvo pripada protestantantskoj radničkoj klasi. Četvrt se prostire istočno od rijeke Foyle, nasuprot gradskoj jezgri Derrya. Ekstremna protestantska skupina Ulsterska obrambena udruga (eng. Ulster Defence Association) ima jaku podršku među lokalnim stanivništvom Watersidea, nešto što se može vidjeti i po naslikanim muralima i grafitima u četvrti.
Četvrt je bila mjesto važnih dešavanja i poznata je po incidentima koji su se desili tijekom tzv. The Troubles u Sjevernoj Irskoj. Četvrt je snažno rasla početkom 1970-ih kada su se protestanti koji su živjeli po katoličkim četvrtima počeli ovamo doseljavati, kako su rasle tenzije između katolika i protestanata. Derryev željeznički kolodvor nalazi se u četvrti.